# Mengmena
Genre
Mengmena est un genre d'araignées aranéomorphes de la famille des Mysmenidae.

## Distribution
Les espèces de ce genre sont endémiques du Yunnan en Chine,.

## Liste des espèces
Selon World Spider Catalog (version 24.5, 22/08/2023) :
- Mengmena banna Lin & Li, 2022
- Mengmena lushui Zhang, Li & Lin, 2023
- Mengmena mangkuan Zhang, Li & Lin, 2023
- Mengmena yulin Lin & Li, 2022

## Systématique et taxinomie
Ce genre a été décrit par Lin et Li en 2022 dans les Mysmenidae.

## Publication originale
- Zhang, Li & Lin, 2022 : « Taxonomic study on Mysmenidae spiders (Mysmenidae, Araneae) from Xishuangbanna of Yunnan, China. » ZooKeys, vol. 1124, p. 59-108 (texte intégral).